# ГАК
Грацер АК, по-известен като ГАК е австрийски футболен отбор от град Грац. Тимът прави най-успешните си представяния през периода 1995 – 2005.

## История

### Създаването
Клубът произлиза от неофициална асоциация на местни академици от университета в Грац. Основна заслуга има студента по медицина Джордж Август Вагнер от Прага, който по-късно става професор в университета Чарлз в Прага. Запознат с футбола от родния си град той организира първия публичен футболен мач в днешна Австрия в общинския парк в Грац. ГАК е създаден като наследник на АК Вайнър.

### Банкрут
През сезон 2006 – 2007 „ГАК“ банкрутира, в резултат, на което са отнети 28 точки от актива му. През следващия сезон му е забранено да се състезава професионално в Австрия и е изпратен в Австрийската регионална лига. Впоследствие клубът отново банкрутира, но успява да осигури оцеляването си.

## Успехи
- Шампион на Австрия (1): 2004
- Купа на Австрия (4): 1981, 2000, 2002, 2004
- Суперкупа на Австрия (2): 2000, 2002